# Kurt Wehlitz

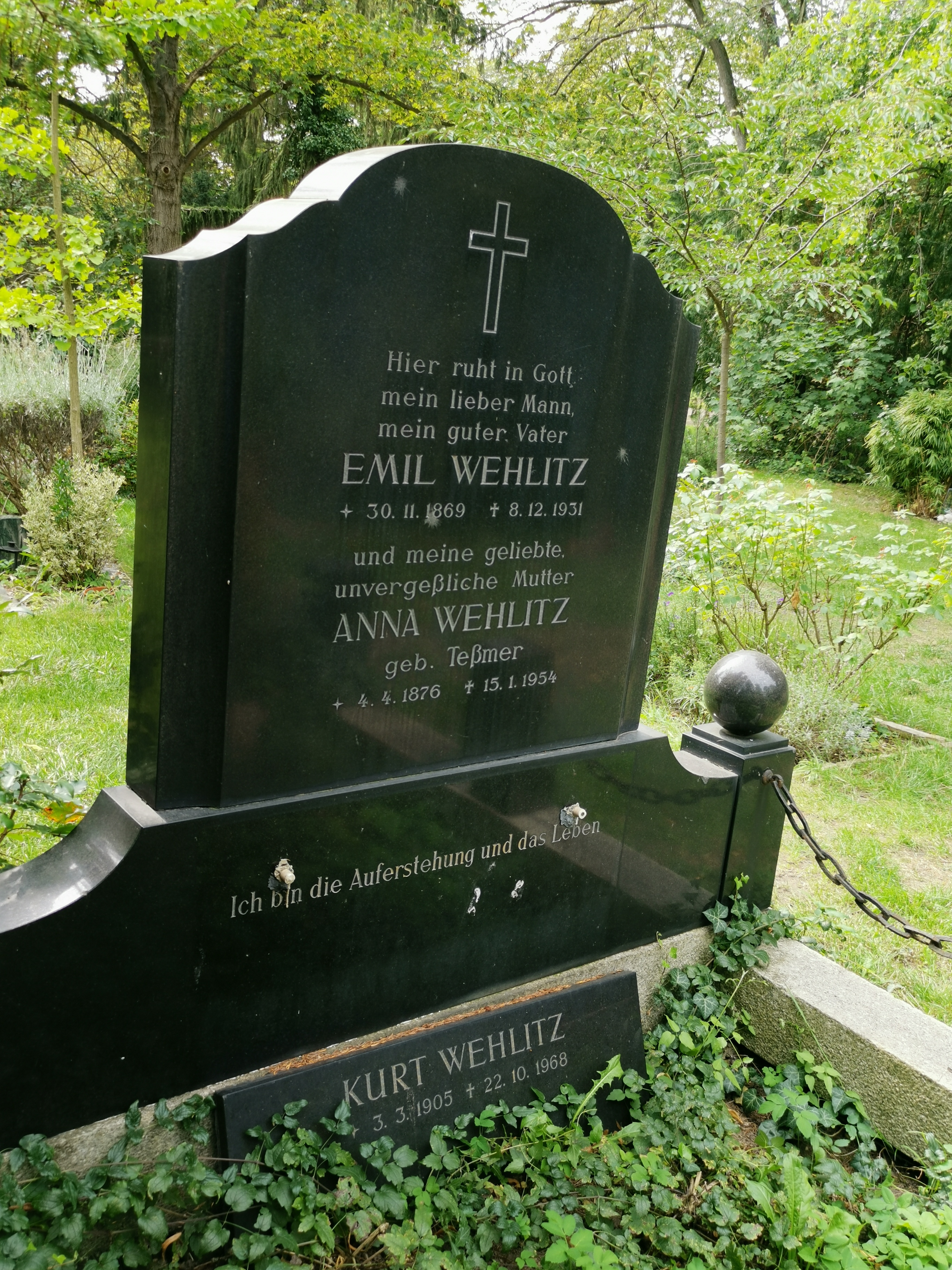
Familiengrab auf dem Alten Luisenstädtischen Friedhof in Berlin-Kreuzberg

Kurt Wehlitz (* 3. März 1905; † 22. Oktober 1968) war ein deutscher Jurist und Ministerialbeamter. Er war von 1953 bis 1955 Direktor der Senatskanzlei von Berlin.

## Leben

### Beruf
Wehlitz besuchte das Leibniz-Gymnasium Berlin und studierte Rechtswissenschaften in Berlin. Er war von 1932 bis 1941 unter anderem als Fürsorgefachmann in der Berliner Verwaltung tätig. Ab 1942 war er der Vorsitzende des Versicherungsamtes Berlin. Von 1953 bis 1955 war er der Direktor der Berliner Senatskanzlei. Anschließend war er Senatsdirektor in der Senatsverwaltung für Arbeit und soziale Angelegenheiten. Bis zu seinem Tod Ende Oktober 1968 war er Senatsdirektor in der Senatsverwaltung für Arbeit, Gesundheit und Soziales.

### Politische Betätigung
Wehlitz war seit 1937 Mitglied der NSV, des NS-Rechtswahrerbundes und der NSDAP. Später wurde er CDU-Mitglied. Er war von 1959 bis 1960 Vorsitzender der CDU Berlin-Wilmersdorf. Zudem war er Mitglied des DV-Hauptausschusses.